# سام هورنبي
صامويل كونور هورنبي هو لاعب كرة قدم إنجليزي يلعب كحارس مرمى لفريق برادفورد سيتي.